# Zwelethu Mthethwa
Zwelethu Mthethwa (* 1960 in Durban) ist ein südafrikanischer Fotograf und Maler. Er lebt in Kapstadt.
Zwelethu Mthethwa studierte an der Michaelis School of Fine Art der Universität Kapstadt und dank eines Fulbright-Stipendiums am Rochester Institute of Technology. Dort erlangte er 1989 den Master in Imaging Arts. Er lehrte von 1994 bis 2000 an der Michaelis School of Fine Art in Kapstadt. International bekannt wurde er durch seine Farbfotografien, die das Leben der Bewohner in den Townships dokumentieren.
Ab Juni 2015 musste Mthethwa sich wegen Mordes vor Gericht verantworten. Ihm wurde vorgeworfen, 2013 im Kapstädter Stadtteil Woodstock eine 23-jährige Prostituierte zu Tode getreten zu haben. Er wurde 2017 verurteilt und verbüßt seither eine Haftstrafe im Pollsmoor-Gefängnis in Kapstadt.

## Einzelausstellungen (Auswahl)
- 2003 Association For Visual Arts, Kapstadt
  - Interior Portraits: Zwelethu Mthethwa photographs, Cleveland Museum, Ohio, USA.
- 2002 Museum of Contemporary Art, St. Louis, Missouri – USA
- 2001 Centre National de la Photographie, Paris
- 2000 Palazzo delle Esposizioni, Rom
- 1991 African Arts Centre, Durban
  - S.A. Association of Arts, Kapstadt
- 1987 College Union, Rochester Institute of Technology
- 1986 S.A. Association of Arts, Kapstadt

## Gruppenausstellungen (Auswahl)
- 2005 51. Biennale, Venedig
  - Emergencies, Museo de Arte Contemporeneo de Castilla y Leon (MUSAC), León (Spanien)
  - New Work/New Acquisitions, Museum of Modern Art, New York
- 2004–2005 Biennale, Prag
  - Common Ground: Discovering Community in 150 Years of Art, Selections from the Collection of Julia J. Norrell, Corcoran Gallery of Art, Washington, D.C.
- 2004 Passaporto, Le Meridien Lingotto Art & Tech, Turin
  - New Identities. Contemporary South African Art, Museum Bochum
  - Africa Remix, museum kunst palast, Düsseldorf, Hayward Gallery, London 2005, Centre Georges Pompidou, Paris 2005, Mori Art Museum, Tokio, 2006, Moderna Museet, Stockholm 2006
  - 26. Bienal de Sao Paulo
  - 5. African Photography Encounters in Bamako, Mali
- 2003 Strangers. Photography Triennale, International Centre for Photography, New York
  - Sharjah International Biennale
  - Biennale, Istanbul
  - 8. Biennale, Havanna
- 2002 In Situ: Portraits of People at Home. Photographs by Taylor Dabney, Tom Hunter and Zwelethu Mthethwa. Hand Workshop Art Centre, Richmond, Virginia
  - Centro Cultural de Maia, Porto, Portugal
  - Shopping: Art and Consumer Culture, Schirn Kunsthalle Frankfurt, Tate Liverpool
  - Videoarte Africana, 25. Bienal de Sao Paulo
  - The Short Century, Independence and Liberation Movements in Africa 1945–1994, Museum Villa Stuck, München, Haus der Kulturen der Welt, Berlin, Museum of Contemporary Art, Chicago, PS1 Museum of Contemporary Art, New York
  - Africa Today:The Artist and the City, Centre de Cultura Contemporania de Barcelona
  - TRADE – Wares, ways and values in world trade today, Fotomuseum Winterthur, Nederlands Foto Instituut, Rotterdam
  - Dis/location, PhotoEspana 2001, Circulo de Bellas Artes, Madrid, Sala Rekalde, Bilbao
- 1998 Africa by Africa, Barbican Art Gallery, London
- 1995 Johannesburg Biennal, Johannesburg
  - S.A. Association of Arts-3 Person Show, Kapstadt
- 1986 S.A. Association of Arts, Kapstadt
- Elisabeth Sneddon Theatre, University of Natal, Durban
- 1985 Michaelis Gallery, University of Cape Town, Kapstadt

## Werke in öffentlichen Sammlungen
- museum kunst palast, Düsseldorf
- Art Gallery Durban
- Hamburger Kunsthalle
- Herbert F. Johnson Museum of Art, Cornell University, Ithaca, NY
- Johannesburg Art Gallery
- South African National Gallery, Kapstadt
- Museo de Arte Contemporáneo de Castilla y León (MUSAC), León (Spanien)
- The Los Angeles County Museum of Art
- Samuel Harn Museum, Miami
- Guggenheim Museum, New York
- Museum of Modern Art, New York
- New Museum, New York
- The Studio Museum in Harlem, New York
- Tatham Art Gallery, Pietermaritzburg
- Pretoria Art Museum
- San Francisco Museum of Modern Art
- Moderna Museet, Stockholm
- The Corcoran Museum Gallery of Art, Washington, D.C.
- Smithsonian Museum, Washington D.C.
- Museum Moderner Kunst Stiftung Ludwig, Wien